# エルナニ・ジョルジュ・サントス・フォルテス
エルナニ・ジョルジュ・サントス・フォルテス（ポルトガル語: Hernâni Jorge Santos Fortes、1991年8月20日 - ）は、ポルトガルとカーボベルデのサッカー選手。リオ・アヴェFC所属。ポジションはFW。

## クラブ歴
アトレチコ・クルーベ・デ・ポルトゥガルで選手となった。ルーキーイヤーの2010-11シーズンは21試合出場したがスターティングメンバーは1試合のみであった。翌2011-12シーズンも9月4日の試合から出場したものの73分からの途中出場であった。
2013年1月に3年半契約でヴィトーリア・ギマランイスに移籍、移籍当初はBチームに割り当てられた。しかし4月28日にはプリメイラ・リーガでデビューした。また8月16日にプリメイラ・リーガで初得点した。
2015年1月の移籍市場最終日にFCポルトに移籍。2月13日の古巣との試合でリカルド・クアレスマに代わって投入されて移籍後初出場。
2015年8月31日にギリシャ・スーパーリーグのオリンピアコスFCに1シーズンの期限付き移籍で加入。翌年4月3日のパンセライコスFC戦では2得点をあげて4-0の勝利に貢献した。合計で26試合8得点の結果を残した。
2016年夏にはヴィトーリア・ギマランイスに1シーズンの期限付き移籍で再加入。合計12得点をあげ、CFベレネンセス戦であげた得点はリーグの最優秀ゴールに選ばれた。
2019年7月2日、レバンテUDと3年契約を締結した。同年9月24日のレアル・ベティス戦で初ゴールを記録。翌節のCAオサスナ戦でもゴールを決め、2試合連続ゴールを挙げたものの試合後半にイエローカード2枚による退場でピッチを後にした。
2020年10月13日、サウジ・プロフェッショナルリーグに所属するアル・ワフダ・メッカへのレンタル移籍が決まった。レンタルから1年後、エルナニはレバンテから放出された。
2021年12月27日、セグンダ・ディビシオンのUDラス・パルマスと6ヶ月の短期契約を結んだ。

## タイトル
ヴィトーリア・ギマランイス
- タッサ・デ・ポルトガル: 2012-13

オリンピアコス
- ギリシャ・スーパーリーグ: 2015-16

ポルト
- プリメイラ・リーガ: 2017-18
- スーペルタッサ・カンディド・デ・オリベイラ: 2018